# 信和来
信和来，德平(今山东德州地区)人，是一名清朝政治人物。
信和来曾于1852年接替金万清任福建永安县知县一职，1856由张书林接任。